# Jiří Paulát
Jiří Paulát (* 27. října 1939) je bývalý český bobista. Závodil ve dvojbobu s brzdařem Václavem Sůvou.

## Sportovní kariéra
Startoval na ZOH 1976, kde v soutěži dvojbobů skončil na 17. místě.